# Laboratoire national de chimie de Belgrade
Le laboratoire national de chimie (en serbe cyrillique : Државна хемијска лабораторија ; en serbe latin : Državna hemijska laboratorija) est située à Belgrade, la capitale de la Serbie, dans la municipalité urbaine de Vračar. Construit en 1882, il est inscrit sur la liste des biens culturels de la ville de Belgrade.

## Présentation
Le laboratoire national de chimie, situé 25 rue Kralja Milutina  et 12 rue Njegoševa, a été achevé en 1882 et est caractéristique du style académique. Il a été organisé en fonction des exigences de la profession et construit grâce aux efforts du docteur Ferdinand Šams, Un étage supplémentaire a été construit en 1926-1927.

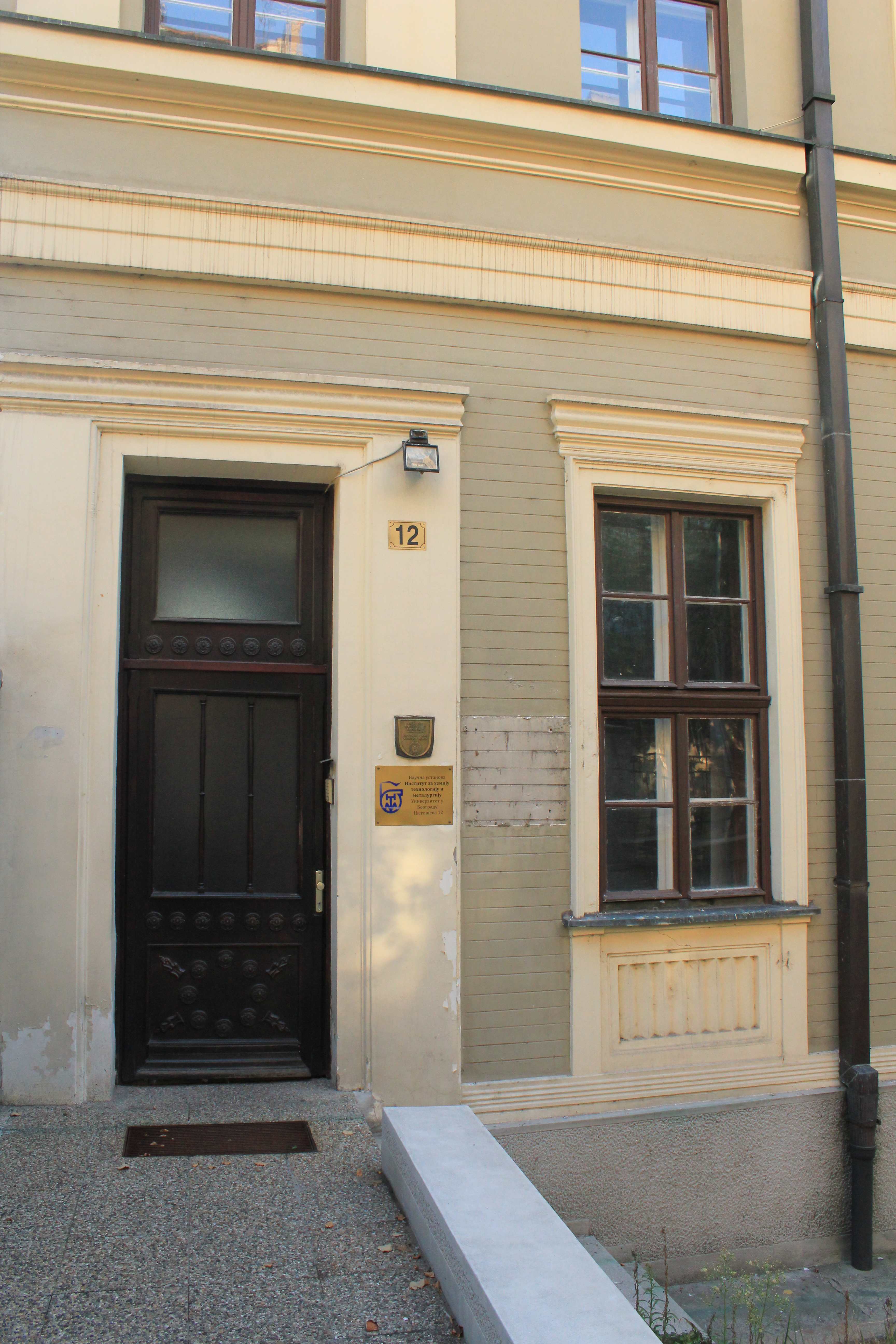
Détail de l'entrée